# Крупець (Дмитрієвський район)
Крупець (рос. Крупец) — село в Дмитрієвському районі Курської області Російської Федерації.
Населення становить 999 осіб. Входить до складу муніципального утворення Крупецька сільрада.

## Історія
Населений пункт розташований на території українського етнічного та культурного краю Східна Слобожанщина.
Від 2004 року входить до складу муніципального утворення Крупецька сільрада.

## Населення
| 2002 | 2010 |
| ---- | ---- |
| 1127 | ↘999 |